# Jan Stavinoha
Jan Stavinoha (Praag, 26 mei 1945) is een Tsjechisch-Nederlands gitarist en schrijver.
Stavinoha werd geboren in Praag. Zijn vader was een bekend journalist en schrijver en Stavinoha groeide op in een literair milieu. Hij studeerde klassiek gitaar aan het conservatorium van Praag. Hij was werkzaam als adjunct-redacteur bij de Praagse radio en trad op in het dissidenten-theater Viola in Praag.
Na de Russische inval in 1968 vluchtte Stavinoha naar Londen. In 1969 trad hij op in Paradiso in Amsterdam en vestigde zich vervolgens definitief in Nederland. Hij vervolgde zijn gitaaropleiding aan het Amsterdams en Zwolse conservatorium en studeerde af bij Pieter van der Staak in Zwolle.
Vanaf 1982 publiceerde Stavinoha diverse boeken. Hij debuteerde met Praagse Dixieland en publiceerde daarna nog negen romans en twee verhalenbundels gepubliceerd bij verschillende uitgevers. Ook schrijft hij columns en verhalen welke ook verschenen in literaire tijdschriften zoals De Gids, Optima en Tirade en in dag- en weekbladen. Ook werkte hij mee aan verschillende radioprogramma's van de VPRO.